# Richardsfeld
Richardsfeld ist ein Gemeindeteil der Gemeinde Mehlmeisel im Landkreis Bayreuth (Oberfranken, Bayern). Richardsfeld liegt in der Gemarkung Mehlmeisel.

## Geografie
Das Dorf bildet mit Mehlmeisel im Norden und Unterlind im Osten eine geschlossene Siedlung. Diese liegt in einer Rodungsinsel der ausgedehnten Waldgebiete des Fichtelgebirges. Eine Gemeindeverbindungsstraße führt nach Klausenhäusl (1,2 km westlich) bzw. nach Unterlind zur Staatsstraße 2181 (0,5 km nordöstlich).

## Geschichte
Am 25. August 1919 ersuchte der Forstmeister Richard um Abholzung der Schmierlohe zur Errichtung einer Siedlung nach den Plänen des Bayreuther Architekten Hans Reissinger, die nach den Wirren des Ersten Weltkrieges als Notunterkunft dienen sollte. Anfang August 1921 waren bereits 18 Häuser bezugsfertig. Die Siedlung wurde nach dem Familiennamen des Forstmeister benannt und befand sich auf dem Gemeindegebiet von Mehlmeisel.

### Einwohnerentwicklung
| Jahr      | 001950 | 001961 | 001970 | 001987 |
| Einwohner | 279    | 312    | 303    | 256    |
| Häuser    | 32     | 39     |        | 73     |
| Quelle    | [ 9 ]  | [ 10 ] | [ 11 ] | [ 1 ]  |

## Religion
Richardsfeld ist katholisch geprägt und nach St. Johannes Baptist (Mehlmeisel) gepfarrt.